# Закон на Био-Савар
Законът на Био-Савар (по-рядко наричан още Закон на Био-Савар-Лаплас) дава връзката между тока {\displaystyle \scriptstyle {\mathbf {I} }} и магнитното поле {\displaystyle \scriptstyle {\mathbf {B} }}, което той създава. Кръстен е на двамата френски математици Жан-Батист Био (Jean-Baptiste Biot) и Феликс Савар (Félix Savart). В сила е само за статични магнити полета и обикновено се прилага в по-прости случаи, вместо закона на Ампер.

## Математично представяне
{\displaystyle {\overrightarrow {B}}({\overrightarrow {r}})={\frac {\mu _{0}}{4\pi }}\int I\cdot \mathrm {d} {\overrightarrow {l}}\times {\frac {{\overrightarrow {r}}-{\overrightarrow {r}}'}{|{\overrightarrow {r}}-{\overrightarrow {r}}'|^{3}}}}
където:
{\displaystyle \scriptstyle {\mathbf {B} }} е магнитното поле, което създава проводникът,
{\displaystyle \scriptstyle {\mu _{0}}} е магнитната константа,
{\displaystyle \scriptstyle {I}} е токът,
{\displaystyle \scriptstyle {\mathrm {d} l}} е безкрайно малко парче от проводника, а векторът {\displaystyle \scriptstyle {\mathrm {d} \mathbf {l} }} сочи в посока на тока,
{\displaystyle \scriptstyle {\mathbf {r} }} е радиус-векторът на точката, в която се създава магнитното поле,
{\displaystyle \scriptstyle {\mathbf {r} '}} е радиус-векторът на безкрайно малкото парче проводник.

Ако се използва връзката между тока {\displaystyle \scriptstyle {I}} и плътността му {\displaystyle \scriptstyle {\mathbf {j} }}:
{\displaystyle I\cdot \mathrm {d} {\overrightarrow {l}}={\overrightarrow {v}}\cdot \mathrm {d} q={\overrightarrow {v}}\cdot \rho \cdot \mathrm {d} V={\overrightarrow {j}}\cdot \mathrm {d} V,}
законът може да се представи и като интеграл по обема:
{\displaystyle {\overrightarrow {B}}({\overrightarrow {r}})={\frac {\mu _{0}}{4\pi }}\int _{V}{\overrightarrow {j}}({\overrightarrow {r}}')\times {\frac {{\overrightarrow {r}}-{\overrightarrow {r}}'}{|{\overrightarrow {r}}-{\overrightarrow {r}}'|^{3}}}\;\mathrm {d} {V'}.}

В повечето случаи е удобно да се работи само с едни радиус-вектор. В такъв случай, можете да заместите {\displaystyle \scriptstyle {\mathbf {r} '=0}} без да нарушите валидността на закона.
Също така можете да изразите {\displaystyle \scriptstyle {\mathbf {r} }} чрез единичния вектор {\displaystyle \scriptstyle {\hat {\mathbf {r} }}}:
{\displaystyle {\frac {\overrightarrow {r}}{r^{3}}}={\frac {\overrightarrow {\hat {r}}}{r^{2}}}.}

Всичките тези формулировки са математически еквивалентни, просто в различните ситуации някои ще Ви се сторят по-подходящи от други.

## Приложение

### Магнитно поле на движещ се точков заряд
Магнитното поле, което създава точков заряд, движещ се с постоянна и нералитивистка скорост, се смята по следната формула:
{\displaystyle {\overrightarrow {B}}={\frac {\mu _{0}}{4\pi }}\cdot {\frac {q\cdot {\overrightarrow {v}}\times {\overrightarrow {\hat {r}}}}{r^{2}}}.}
В случая просто е използвана връзката между тока и скоростта на заряда, показана по-горе.

### Безкрайно дълъг прав проводник
В триизмерното пространство за векторното произведение важи следното:
{\displaystyle \mathrm {d} \!{\overrightarrow {l}}\times {\overrightarrow {r}}=\mathrm {d} l\cdot r\sin \phi =\mathrm {d} l\cdot r\cos \theta .}
Също така:
{\displaystyle {\frac {a}{r}}=\cos \theta \Rightarrow r={\frac {a}{\cos \theta }};}
{\displaystyle {\frac {l}{a}}=\tan \theta \Rightarrow \mathrm {d} l=a\cdot {\frac {\mathrm {d} \theta }{\cos ^{2}\theta }}.}
При заместване в израза за магнитното поле се получава:
{\displaystyle {\overrightarrow {B}}={\frac {\mu _{0}}{4\pi }}\int \limits _{-\infty }^{+\infty }I\cdot \mathrm {d} \!{\overrightarrow {l}}\times {\frac {\overrightarrow {r}}{|{\overrightarrow {r}}^{3}|}}={\frac {\mu _{0}}{4\pi }}\int \limits _{-{\frac {\pi }{2}}}^{+{\frac {\pi }{2}}}I\cdot \ {\frac {\mathrm {d} l\cdot r\cos \theta }{r^{3}}}=}

{\displaystyle ={\frac {\mu _{0}\cdot I}{4\pi }}\int \limits _{-{\frac {\pi }{2}}}^{+{\frac {\pi }{2}}}{\frac {a\cos \theta \mathrm {d} \theta }{r^{2}\cos ^{2}\theta }}={\frac {\mu _{0}\cdot I}{4\pi }}\int \limits _{-{\frac {\pi }{2}}}^{+{\frac {\pi }{2}}}{\frac {a\cos ^{3}\theta \mathrm {d} \theta }{a^{2}\cos ^{2}\theta }}={\frac {\mu _{0}\cdot I}{4\pi \cdot a}}\int \limits _{-{\frac {\pi }{2}}}^{+{\frac {\pi }{2}}}\cos \theta \mathrm {d} \theta .}
Магнитното поле на безкрайно дълъг проводник е:
{\displaystyle B={\frac {\mu _{0}\cdot I}{2\pi \cdot a}}}
Посока на полето се определя по правилото на дясната ръка.

### Прав проводник с крайна дължина
Този случай е аналогичен на предишния, само че се интергрира от {\displaystyle \theta _{1}} до {\displaystyle \theta _{2}}:
{\displaystyle B={\frac {\mu _{0}\cdot I}{4\pi \cdot a}}\cdot (\sin \theta _{2}-\sin \theta _{1})}

### Кръгла проводяща рамка
Магнитното поле по оста на симетрия {\displaystyle z} e:
{\displaystyle B_{z}=\int |\mathrm {d} {\vec {B}}|\cdot \cos \alpha ={\frac {\mu _{0}}{4\pi }}\oint {\frac {I\mathrm {d} l}{r^{3}}}\cdot \underbrace {r\sin \alpha } _{R}={\frac {\mu _{0}\cdot I\cdot 2\pi \cdot R\cdot R}{4\pi \cdot r^{3}}}={\frac {\mu _{0}\cdot I\cdot R^{2}}{2(x^{2}+R^{2})^{\frac {3}{2}}}}.}
|  | Тази страница частично или изцяло представлява превод на страницата Biot-Savart law и страницата Biot-Savart-Gesetz в Уикипедия на английски и немски език. Оригиналните текстове, както и този превод, са защитени от Лиценза „Криейтив Комънс – Признание – Споделяне на споделеното“, а за творби, създадени преди юни 2009 година – от Лиценза за свободна документация на ГНУ. Прегледайте историята на редакциите на оригиналните страници тук и тук, за да видите списъка на техните съавтори. ВАЖНО: Този шаблон се отнася единствено до авторските права върху съдържанието на статията. Добавянето му не отменя изискването да се посочват конкретни източници на твърденията, които да бъдат благонадеждни. |